# Aphelandra dolichantha
Aphelandra dolichantha (Donn. 1899), es una especie de  subarbusto, perteneciente a la  familia de las  acantáceas,  es originaria de América. 

## Descripción
Son arbustos o hierbas sufruticosas que alcanzan hasta 2 m de alto. Las hojas son ovadas a elípticas, de hasta 24 cm de largo y 10.5 cm de ancho, los márgenes enteros; con pecíolos de hasta 2 cm de largo. Espigas de hasta 13 cm de largo, terminales, con brácteas cercanamente imbricadas en la antesis y patentes en la fructificación, ovado-lanceoladas a oblanceoladas, hasta 35 mm de largo y 10 mm de ancho, enteras, sin nectarios; sépalos linear-subulados, ca 15 mm de largo y 0.2 mm de ancho, ciliolados; corola hasta 62 mm de largo, blanca; estambres incluidos. Los frutos claviformes, de 17 mm de largo, glabros.

## Distribución y hábitat
Es una de las pocas especies del género originarias del sur de Centroamérica y Colombia que comparten las características como las brácteas y las flores, y además presentan un cáliz muy fuertemente reducido. No se dispone de datos palinológicos para otros miembros de este grupo. Es una especie rara, que se encuentra en  las pluvioselvas a una altitud de 50–200 metros, desde Nicaragua, Costa Rica, Panamá y Colombia.

## Taxonomía
Aphelandra dolichantha fue descrita por John Donnell Smith y publicado en Botanical Gazette 27(6): 438. 1899.